# Clara Gessaga
Clara Gessaga (Roma, 9 luglio 1921 – Torino, 18 agosto 2001) è stata un'attrice e soubrette italiana, particolarmente attiva negli anni cinquanta e sessanta.

## Biografia
Bambina prodigio, inizia a recitare a soli sei anni, spinta dalla famiglia poiché il padre è comico di avanspettacolo.
Negli anni trenta diventa soubrette di rivista, lavorando con la compagnia dei fratelli Trucchi; nel dopoguerra, dopo il matrimonio con l'attore Lino Carilli, si ferma a Torino, e all'inizio degli anni cinquanta si avvicina all'operetta, lavorando con Carlo Lombardo
Nel decennio successivo si dedica al teatro brillante ed entra nella compagnia di Mario Ferrero, ed ha modo di lavorare con Ric e Gian.
Negli anni settanta lavora in alcuni spettacoli con Gipo Farassino e Renzo Gallo, per poi ritirarsi all'inizio degli anni novanta, dopo essere rimasta vedova ed essersi risposata con Mario Maia.
È sepolta al Cimitero monumentale di Torino